# Tirimioara
Tirimioara (węg. Kisteremi) – wieś w Rumunii, w okręgu Marusza, w gminie Crăciunești. W 2011 roku liczyła 176 mieszkańców.